# Лассек, Лиза
Лиза Лассек (англ. Lisa Lassek) — американский монтажёр кино и телевидения, которая также является ассоциированным продюсером сериала «Светлячок». Она была монтажёром эпизодов шестого сезона сериала «Баффи — истребительница вампиров», работала в качестве дополнительным монтажёром сериала «Ангела», а также монтировала эпизоды «Светлячка». Лассек также смонтировала первый полнометражный фильм Джосса Уидона «Миссия „Серенити“».
Лассек родилась в Филадельфии, Пенсильвании, и она является выпускницей Вассарского колледжа и Бостонского университета.

## Избранная фильмография
- Ангел / Angel (1999–2004) (дополнительный монтажёр)
- Баффи — истребительница вампиров / Buffy the Vampire Slayer (2001–2003) (монтажёр)
- Светлячок / Firefly (2002) (монтажёр)
- Вернуть из мёртвых / Tru Calling (2003) (монтажёр)
- Чудопад / Wonderfalls (2003) (монтажёр)
- Миссия «Серенити» / Serenity (2005) (монтажёр)
- Блэйд / Blade: The Series (2006), Episode: "Pilot" (монтажёр)
- Мёртвые до востребования / Pushing Daisies (2007–2009) (монтажёр)
- Музыкальный блог Доктора Ужасного / Dr. Horrible's Sing-Along Blog (2008) (монтажёр)
- Сообщество / Community (2009) (монтажёр)
- Хижина в лесу / The Cabin in the Woods (2012) (монтажёр)
- Мстители / The Avengers (2012) (монтажёр)
- Мстители: Эра Альтрона / Avengers: Age of Ultron (2015) (монтажёр)

## Награды и номинации
| Год  | Фильм/телесериал | Награда  | Категория       | Результат |
| ---- | ---------------- | -------- | --------------- | --------- |
| 2013 | «Мстители»       | «Сатурн» | «Лучший монтаж» | Номинация |